# Gnamptogenys haenschi
Gnamptogenys haenschi é uma espécie de formiga do gênero Gnamptogenys.